# Pyramica simulans
Pyramica simulans är en myrart som först beskrevs av Carlo Emery 1931.  Pyramica simulans ingår i släktet Pyramica och familjen myror. Inga underarter finns listade i Catalogue of Life.